# Rádio Samson
Rádio Samson je česká rozhlasová stanice, která vysílá folkovou a country muziku. Vlastníkem a zároveň spoluzakladatelem rádia je Jaroslav Samson Lenk.

## Historie
Stanice začala vysílat 1. března 2008. Ze začátku si ji lidé mohli naladit pouze na internetu a od 29. listopadu 2009 do 2. listopadu 2018 také v západních Čechách na FM. Rádio založilo několik lidí společně s Jaroslavem Samsonem Lenkem, nové rádio se rozhodli spustit kvůli vymizení folkových a country stanic v České republice. Do 31. prosince 2021 vysílalo také v DAB+ sítích RTI cz a Teleko.

## Moderátoři
- Martin Ještěd Pergl
- Míša Leicht
- Jakub Karásek
- Ondra Duspiva
- Petr Kosař
- Béďa Šedifka Röhrich
- Petr Vrobel

## Program
| Den | 0:00                  | 6:00                          | 8:00                                         | 12:00                                     | 13:00                               | 15:00                                   | 18:00                 | 22:00                |
| --- | --------------------- | ----------------------------- | -------------------------------------------- | ----------------------------------------- | ----------------------------------- | --------------------------------------- | --------------------- | -------------------- |
| Po  | Písničky pod polštář  | Šťastné ráno                  | Startujeme s Míšou Leichtem                  | Oběd - "Dobré chutnání a žádné povídání!" | Písničky na přání                   | Odpolední siesta                        | Proud hudby beze slov | Písničky pod polštář |
| Den | 0:00                  | 6:00                          | 12:00                                        | 13:00                                     | 15:00                               | 18:00                                   | 19:00                 | 22:00                |
| Út  | Písničky pod polštář  | Šťastné ráno a fajn dopoledne | Oběd - "Dobré chutnání a žádné povídání!"    | Písničky na přání                         | Odpolední siesta                    | Na trampu s Béďou Šedifkou - 2. repríza | Proud hudby beze slov | Písničky pod polštář |
| Den | 0:00                  | 6:00                          | 12:00                                        | 13:00                                     | 15:00                               | 18:00                                   | 19:00                 | 22:00                |
| St  | Písničky pod polštář  | Šťastné ráno a fajn dopoledne | Oběd - "Dobré chutnání a žádné povídání!"    | Písničky na přání                         | Odpolední siesta                    | Letem mandolínovým světem - PREMIÉRA    | Proud hudby beze slov | Písničky pod polštář |
| Den | 0:00                  | 6:00                          | 12:00                                        | 13:00                                     | 15:00                               | 18:00                                   | 19:00                 | 22:00                |
| Čt  | Písničky pod polštář  | Šťastné ráno a fajn dopoledne | Oběd - "Dobré chutnání a žádné povídání!"    | Písničky na přání                         | Odpolední siesta                    | Na trampu s Béďou Šedifkou - PREMIÉRA   | Proud hudby beze slov | Písničky pod polštář |
| Den | 0:00                  | 6:00                          | 12:00                                        | 13:00                                     | 15:00                               | 18:00                                   | 22:00                 |                      |
| Pá  | Písničky pod polštář  | Šťastné ráno                  | Oběd - "Dobré chutnání a žádné povídání!"    | Písničky na přání                         | Odpolední siesta                    | Proud hudby beze slov                   | Písničky pod polštář  |                      |
| Den | 0:00                  | 9:00                          | 12:00                                        | 13:00                                     | 18:00                               | 19:00                                   |                       |                      |
| So  | Nikým nerušený víkend | Víkendové nicnedělání         | Startujeme s M. Leichtem - repríza rozhovoru | Víkendové nicnedělání                     | Letem mandolínovým světem - repríza | Nikým nerušený víkend                   |                       |                      |
| Den | 0:00                  | 9:00                          | 18:00                                        | 19:00                                     |                                     |                                         |                       |                      |
| Ne  | Nikým nerušený víkend | Víkendové nicnedělání         | Na trampu s Béďou Šedifkou - 1. repríza      | Nikým nerušený víkend                     |                                     |                                         |                       |                      |